# Homosexualität in Ecuador

Ecuador

Homosexualität wurde in Ecuador bis zum Ende des 20. Jahrhunderts gesetzlich bekämpft. Seit 2019 besteht die Möglichkeit eine gleichgeschlechtliche Ehe zu schließen, wobei allerdings keine Adoption erlaubt ist.

## Legalität
Unter Beachtung der amerikanischen Menschenrechtskonvention wurde gleichgeschlechtliche Sexualität am 27. November 1997 durch die Aufhebung des Artikels 516 des Strafgesetzbuches laut Beschluss Nr. 106 vom Verfassungsgericht entkriminalisiert. Zuvor wurde gleichgeschlechtlicher Verkehr mit einem Freiheitsentzug von bis zu 8 Monaten bestraft.

## Antidiskriminierungsgesetze

Gesetzeslage zu gleichgeschlechtlichen Ehen und Partnerschaften in Südamerika
Gleichgeschlechtliche Ehe
Eingetragene Partnerschaft
Keine Anerkennung
Verfassungsverbot gleichgeschlechtlicher Ehen
Homosexuelle Handlungen illegal

Seit der Verfassung vom 5. Juni 1998 existiert ein Antidiskriminierungsgesetz in Ecuador, das die neue Verfassung von 2008 nicht abschaffte. Somit ist jede Diskriminierung aus Gründen von Volkstum, sexueller Ausrichtung, Gesundheitszustand, Behinderung oder jeder beliebiger Art von Unterscheidungsmerkmal (Art. 23, Ziffer 3) ausdrücklich verboten.
Ende August 2007 kündigte die Verteidigungsministerin Lorena Escudero an, dass der entsprechende Verfassungsartikel, der sexuelle Diskriminierung untersagt, in das Reglement des ecuadorianischen Militärs eingearbeitet werden soll. Damit wird verboten werden, dass Soldaten wegen homosexueller Handlungen aus dem Militärdienst entlassen werden können.

## Anerkennung gleichgeschlechtlicher Ehen
Eine staatliche Anerkennung gleichgeschlechtlicher Lebenspartnerschaften existiert in Ecuador seit 2008. Am 28. September 2008 wurde in einer Volksabstimmung die neue Verfassung  angenommen und wenig später durch Veröffentlichung im Gesetzblatt in Kraft gesetzt. Die neue Verfassung enthält auch gleiche Rechte für gleichgeschlechtliche Paare, was der römisch-katholische Erzbischof Antonio Arregui Yarza im Vorfeld der Volksabstimmung kritisierte. 2014 wurden die Rechte von gleichgeschlechtlichen Lebenspartnerschaften weiter ausgeweitet.
Am 12. Juni 2019 urteilte das Verfassungsgericht in einem Grundsatzurteil in zwei Klageverfahren homosexueller Paare, das ihnen das Recht auf Eheschließung in Ecuador zusteht.

## Gesellschaftliche Situation
Eine Schwulen- und Lesbenszene entwickelte sich besonders in der Hauptstadt Quito.